# Понтеккьо-Полезине
Понтеккьо-Полезине (итал. Pontecchio Polesine) — коммуна в Италии, располагается в провинции Ровиго области Венеция.
Население составляет 1516 человек, плотность населения составляет 138 чел./км². Занимает площадь 11 км². Почтовый индекс — 45030. Телефонный код — 0425.
Покровителем населённого пункта считается святой апостол Андрей. Праздник ежегодно празднуется 30 ноября.